# تارون بوس
تارون بوس هو ممثل هندي (وحمل سابقاً جنسية الراج البريطاني)، ولد في 14 سبتمبر 1928، وتوفي في 8 مارس 1972 في الهند.

## وصلات خارجية
- تارون بوس على موقع IMDb (الإنجليزية)
- تارون بوس على موقع قاعدة بيانات الفيلم (الإنجليزية)